# 監理技術者
監理技術者（かんりぎじゅつしゃ）とは、日本の建設業において現場の技術水準を確保すべく配置される技術者のこと。
建設業法の規定により、特定建設業者が元請として外注総額4,500万円以上となる工事を発注者から直接請け負う場合、現場に配置しなければならない技術者のことである。元請であっても同4,500万円未満の現場、下請工事などには主任技術者の配置で良い。なお、4,500万円の金額区分は、建築一式工事の場合は7,000万円となる。
監理技術者というとき、おおよそ次の3つをさしている。
1. 特定建設業者が監理技術者を必要とする現場に配置できる技術者
2. 監理技術者資格者証と監理技術者講習修了証を所持している技術者
3. 実際個々の工事に監理技術者として配置されている技術者

なお、建築士法で定める工事監理者とは、名称が類似するものの直接の関係はない。
受験資格として、学歴・取得資格によって、実務経験3-10年、指導監督的実務経験（左記年数と重複可な2年）が求められてる。

## 資格要件
監理技術者資格者証を取得するには、次のいずれかの資格が必要である。
- 1級国家資格者
業種によって違うが、おおむね一級建築士、1級建設機械施工技士、1級建築施工管理技士、1級土木施工管理技士、1級電気工事施工管理技士、1級管工事施工管理技士、1級造園施工管理技士、1級電気通信工事施工管理技士などの国家資格が必要である。関連した分野(建設部門等)の技術士でも認められる。
- 大臣特別認定者
大臣特認（とくにん）とも呼称される。特定の業種で経過措置で認定された資格者であるが、監理技術者講習を有効なまま継続して受講していることが必要である。1級国家資格を取得するまでの救済とされている。
現在この新規認定は行われていないので新たに取得する事は出来ない。また資格者証には「認定」と記載される。
- 実務経験者
指定建設業以外の業種においては、所定規模以上の元請工事に従事した期間を満たした実務経験者にも認められる。

## 専任義務
個人住宅を除いて、請負金額4,000万円（建築一式工事の場合は8,000万円）以上の場合は、その現場に配置された監理技術者は専任の義務があり、他の工事との兼任はできない（主任技術者でよい現場、下請工事であっても同様）とされていたが、2020年10月に緩和され、「監理技術者補佐」を専任させることで2つまで現場を兼任できるようになった。
アルバイト、名義貸しは建設業法で禁止されている。

## 歴史
- 1988年 6月 公共的工事の専任制を把握する必要から監理技術者制度が導入される。
- 2004年 3月 講習実施機関が登録制となり、資格者証取得のための講習開講が民間開放される。
- 2008年11月 民間工事において専任の監理技術者には資格者証と講習修了証所持が義務付けられる。
- 2016年 6月　監理技術者の配置が必要な金額要件及び公共性工事の専任性に対する金額要件が緩和される。

## 監理技術者講習
監理技術者として現場に配置するときは、監理技術者資格者証を所持した技術者(所属会社の社員に限る)の内、工期のどの期間から見ても前5年以内に受講済みを証した監理技術者講習修了証を所持した者をあてなければならない。配置された技術者は資格者証と講習修了証を携帯し、発注者の求めに応じいつでも提示できるようにしなければならない。
平成16年3月から、資格者証取得の要件から講習受講義務が切り離されたので、資格者証は前述の資格があれば取得できる。同年同月から講習実施機関は、指定制から民間開放され、登録制となった。従前講習実施していた機関は爾後、資格者証の発行のみとなった。
平成20年11月下旬から、公共発注工事のみ課せられていた5年内有効の講習修了証所持・提示義務が、民間工事においても経過措置なく拡大適用された。
実施される講習内容・実施機関は次の通り。

### 講習科目
1. 建設工事に関する法律制度
2. 建設工事の施工計画の作成、工程管理、品質管理その他の技術上の管理
3. 建設工事に関する最新の材料、資機材及び施工方法
4. 修了試験

### 監理技術者講習の実施機関
（平成29年5月1日現在）
1. 一般財団法人全国建設研修センター
2. 一般財団法人建設業振興基金
3. 欠番
4. 欠番
5. 一般社団法人全国土木施工管理技士会連合会
6. 欠番
7. 株式会社総合資格
8. 欠番
9. 欠番
10. 株式会社日建学院
11. 欠番
12. 公益社団法人日本建築士会連合会

## 監理技術者として業務が可能な職種
| 資格名称        | 土木 | 建築 | 大工 | 左官 | とび土工 | 石工事 | 屋根工事 | 電気工事 | 管工事 | タイルレンガブロック工事 | 鋼構造物 | 鉄筋工事 | 舗装工事 | しゅんせつ | 板金工事 | ガラス工事 | 塗装工事 | 防水工事 |
| --------------- | ---- | ---- | ---- | ---- | -------- | ------ | -------- | -------- | ------ | ------------------------ | -------- | -------- | -------- | ---------- | -------- | ---------- | -------- | -------- |
| 1級建設機械     | ○    | -    | -    | -    | ○        | -      | -        | -        | -      | -                        | -        | -        | ○        | -          | -        | -          | -        | -        |
| 1級土木施工     | ○    | -    | -    | -    | ○        | ○      | -        | -        | -      | -                        | ○        | -        | ○        | ○          | -        | -          | ○        | -        |
| 1級建築施工     | -    | ○    | ○    | ○    | ○        | ○      | ○        | -        | -      | ○                        | ○        | ○        | -        | -          | ○        | ○          | ○        | ○        |
| 1級電気施工     | -    | -    | -    | -    | -        | -      | -        | ○        | -      | -                        | -        | -        | -        | -          | -        | -          | -        | -        |
| 1級管施工       | -    | -    | -    | -    | -        | -      | -        | -        | ○      | -                        | -        | -        | -        | -          | -        | -          | -        | -        |
| 1級造園施工     | -    | -    | -    | -    | -        | -      | -        | -        | -      | -                        | -        | -        | -        | -          | -        | -          | -        | -        |
| 1級電気通信施工 | -    | -    | -    | -    | -        | -      | -        | -        | -      | -                        | -        | -        | -        | -          | -        | -          | -        | -        |
| 一級建築士      | -    | ○    | ○    | -    | -        | -      | ○        | -        | -      | ○                        | ○        | -        | -        | -          | -        | -          | -        | -        |

| 資格名称        | 内装仕上工事 | 機械工事 | 熱絶縁工事 | 電気通信工事 | 造園工事 | さく井工事 | 建具工事 | 水道施設工事 | 消防施設工事 | 清掃施設工事 | 解体工事 |
| --------------- | ------------ | -------- | ---------- | ------------ | -------- | ---------- | -------- | ------------ | ------------ | ------------ | -------- |
| 1級建設機械     | -            | -        | -          | -            | -        | -          | -        | -            | -            | -            | -        |
| 1級土木施工     | -            | -        | -          | -            | -        | -          | -        | ○            | -            | -            | ○        |
| 1級建築施工     | ○            | -        | ○          | -            | -        | -          | ○        | -            | -            | -            | ○        |
| 1級電気施工     | -            | -        | -          | -            | -        | -          | -        | -            | -            | -            | -        |
| 1級管施工       | -            | -        | -          | -            | -        | -          | -        | -            | -            | -            | -        |
| 1級造園施工     | -            | -        | -          | -            | ○        | -          | -        | -            | -            | -            | -        |
| 1級電気通信施工 | -            | -        | -          | ○            | -        | -          | -        | -            | -            | -            | -        |
| 一級建築士      | ○            | -        | -          | -            | -        | -          | -        | -            | -            | -            | -        |